# Piptospatha
Piptospatha é um género botânico pertencente à família Araceae.